# Graeme Smith (pływak)
Graeme Smith (ur. 30 marca 1976 w Falkirk) – były brytyjski pływak specjalizujący się w długich dystansach stylem dowolnym, medalista olimpijski, mistrzostw Świata i Europy.
Jego największym sukcesem był brązowy medal na 1500 m stylem dowolnym na IO w 1996 r. w Atlancie.